# Waldo, o dell'impossibile
Waldo, o dell'impossibile, successivamente pubblicato solo come Waldo, è un romanzo fantastico che Robert A. Heinlein pubblicò (con lo pseudonimo di Anson MacDonald) per la prima volta sulla rivista Astounding Science-Fiction nel 1942.
L'essenza della storia è il percorso di un genio della meccanica dal suo esilio auto-imposto dal resto dell'umanità a una vita più normale, egli sconfigge il suo male, la miastenia gravis, così come il suo disprezzo per gli esseri umani in generale; la chiave è la scoperta che la magia è diffusa nel mondo e funziona in modo logico e scientifico.
L'opera è stata premiata, nel 2018, con il Retro Hugo come miglior romanzo breve del 1943.

## Storia editoriale
È stato scritto nel febbraio 1942 e pubblicato per la prima volta, con lo pseudonimo di Anson MacDonald, nel numero dell'agosto 1942 della rivista Astounding Science-Fiction.
La prima traduzione italiana, di Lella Pollini, è stata pubblicata nel 1962 nel volume n. 20 della collana Galassia.
Frattanto, una versione aggiornata nel dopoguerra ove si fa menzione del "super esplosivo U-235", era stata inserita nella raccolta di opere di Heinlein Waldo - Anonima stregoni (Waldo and Magic, Inc. del 1950), pubblicata in italia nel 1979 dalla Fanucci nella traduzione di Roberta Rambelli, e a sua volta inclusa nell'antologia The Fantasies of Robert A. Heinlein del 1999.
Quest'ultima è stata tradotta in italiano da Vittorio Curtoni e pubblicata dalla Mondadori nel 2003, in parte nel volume n. 1474 della collana Urania, intitolato Il mestiere dell'avvoltoio, dove il romanzo è intitolato Waldo.
Nel 2013 la raccolta Waldo and Magic Inc. è stata nuovamente pubblicata in italiano, nella traduzione di Curtoni, in un unico volume, il n. 1596 della collana I capolavori di Urania, intitolato Waldo.

## Trama
In un prossimo futuro James Stevens, ingegnere capo di una grossa azienda automobilistica statunitense, si trova ad affrontare un problema enorme, inedito e potenzialmente devastante: i motori deKalb dei veicoli prodotti iniziano a presentare strane e inspiegabili avarie. Nemmeno il dottor Rambeau, capo della ricerca, riesce a capire nulla. Il direttore dell'azienda, disperato, consiglia a Stevens di rivolgersi a Waldo.
Waldo è un genio con il corpo affetto da un'estrema debolezza muscolare che vive isolato in un habitat orbitale e lavora sulla Terra attraverso dei manipolatori remoti che egli stesso ha inventato. I manipolatori descritti hanno la forma e la destrezza di una mano umana, quindi permettono di utilizzare ogni strumento umano e molti altri. Sono costruiti in varie dimensioni, dai micromanipolatori alle dimensioni di una gru.
Stevens giunge sull'habitat di Waldo assieme al dottor Gus Grimes, che è stato il primo medico di Waldo ed è l'unico con cui il geniale individuo sembra provare affetto, chiamandolo "zio Gus". Waldo infatti dimostra elevate tendenze antisociali. Oltretutto odia l'azienda di Stevens per una vecchia questione di brevetti. Ma Waldo è anche ritenuto l'unico uomo al mondo in grado di risolvere il problema, che sta avendo un impatto devastante sulla Terra.

## Critica
L. Sprague de Camp ha elogiato il romanzo perché riflette le virtù tipiche di Heinlein: "la sua prodigalità d'invenzione, la sua acuta comprensione della natura umana e la sua versatile conoscenza del diritto, della politica, degli affari e della scienza."
Tuttavia, egli ha osservato che anche se la storia ha un "ritmo veloce ... alla fine si spegne lentamente invece di raggiungere un culmine".
Secondo Sam Moskowitz si tratta di una storia piena d'immaginazione con personaggi interessanti, la narrazione è molto piacevole e i numerosi concetti scientifici vanno a braccetto con un tocco di magia.

## Influenza culturale
I manipolatori remoti sono chiamati anche "waldo" ispirandosi a questo racconto.
Il fisico Richard Feynman tenne nel 1959 una famosa lezione, There's Plenty of Room at the Bottom, dopo aver letto il libro.

### Edizioni
- (EN) Robert A. Heinlein (come Anson MacDonald), Waldo, Astounding, 1942.
- Robert A. Heinlein, Waldo, o dell'impossibile, traduzione di Lella Pollini, n. 20, collana Galassia, Casa Editrice La Tribuna, 1962,  p. 117.
- Robert A. Heinlein, Waldo, in Waldo - Anonima stregoni, traduzione di Roberta Rambelli, n. 46, collana Futuro. Biblioteca di Fantascienza, Fanucci, 1979,  pp. 21-128. Il volume contiene anche il romanzo breve Anonima stregoni.
- Robert A. Heinlein, Waldo, in Il mestiere dell'avvoltoio (antologia), collana Urania, traduzione di Vittorio Curtoni, n. 1474, Arnoldo Mondadori Editore, 2003,  pp. 9-124, ISSN 1120-5288 (WC · ACNP).

- Robert A. Heinlein, Waldo, in Waldo, traduzione di Vittorio Curtoni, n. 1596, collana Urania, Arnoldo Mondadori Editore, 2013. Il volume contiene anche il romanzo breve Anonima stregoni.

### Fonti critiche
- (EN) James Daniel Gifford, The New Heinlein Opus List, in Robert A. Heinlein: A Reader's Companion (PDF), Nitrosyncretic Press, 2000, ISBN 978-0-9679874-1-5. URL consultato il 12 ottobre 2015.

- Sam Moskowitz, Robert A. Heinlein, in Starman Jones (appendice), collana Cosmo Oro, n. 103, Editrice Nord, luglio 1989  [1967],  pp. 305-317, ISBN 88-429-0400-7.

- Vittorio Curtoni, L'autore. Robert A. Heinlein, in Il mestiere dell'avvoltoio (antologia), collana Urania, n. 1474, Mondadori, settembre 2003,  pp. 252-255, ISSN 1120-5288 (WC · ACNP).